# موسكوت
موسكوت (بالإنجليزية: MOSCOT) هي شركة نظارات فاخرة أمريكية يقع مقرها في نيويورك، متخصصة في إطارات النظارات والنظارات الشمسية. تأسست الشركة في حي لور إيست سايد في مانهاتن في عام 1915 من طرف هيمان موسكوت، الذي جعلها واحدة من أقدم الأعمال المحلية في نيويورك ، إضافة إلى أنها الشركة 13 من أقدم شركات النظارات في العالم لا زالت تعمل الآن.

## تأريخها

### أعوامها الأولى في القرن العشرين
وصل المهاجر البيلاروسي هيمن موشكوت إلى نيويورك عبر جزيرة إيليس عام 1899 حين كان في العشرينيات من عمره، وزعم البعض أن لقبه غُيّر هناك فأصبح موسكوت  (والواقع أنه غيّر اسمه بنفسه في وقت لاحق). استقر في منهاتن في حي لور إيست سايد، حيث مكّنته خبرته السابقة في بلده في صناعة النظارات أن يبيع بعض القطع التي صنعها مسبقًا بشكل مباشر، وكان ذلك في شارع أورشرد على عربة خشبية يدفعها بنفسه. كان يتحدث اليديشية فقط، وخدم كثيرًا من المهاجرين الذين ملؤوا اللور إيست سايد في بداية القرن الجديد.
تزوّج هيمن مهاجرة تسمى ليبا  عام 1910، وافتتح بعد 5 سنين متجره الأول مع أفراد عائلته الذين ما انفكوا يزدادون عددًا، وكان موقعه في 94 شارع ريفينغتون. امتلأت شبابيك متجره بصور ورسومات ومنشورات لعيون ونظارات عملاقة. (يظن البعض أن هذا المتجر كان مصدرًا للإلهام لــ ف. سكوت فستجيرالد، إذ يشابه المتجر الواقع قرب جسر ويليامزبيرغ لوحة إعلانات الدكتور ت. ج. إيكلبرغ في رواية غاتسبي العظيم، والتي كتبها الكاتب خلال السنوات ذاتها).
حظي هيمن وليبا بستة أولاد، ثم تولى العمل ابنه سولومون البالغ من العمر خمسة عشر عامًا (والملقب بـ سول) عام 1925، فنقل موقع المتجر إلى 118 شارع أورشرد عام 1935، حيث بقيَ موقعه ثابتًا على مدى ثمانية عقود لاحقًا. أصبحت العلامة الصفراء الحاوية على النظارات العملاقة ذات الإطار الأسود مرتبطةً بسلعتهم التجارية وحيّهم وداون تاون نيويورك. وفي الوقت الذي فشلت فيه الكثير من أعمال ومشاريع نيويورك التاريخية في فترة الكساد الكبير، استطاع آل موسكوت من الاستمرار حتى الثلاثينيات من القرن العشرين.
ترأس جول، ابن سول، بيت موسكوت عام 1951، والذي أداره لأكثر من خمسين سنة بسحره وإصراره وإخلاصه لزبائنه وهو يُشرف على نشاطات المتجر. وفي الوقت نفسه، عمل على تعليم أبنائه ليخطوا خطاه من بعده، فأصبحوا رابع جيل مسؤول عن متجر عائلتهم. تخرّج ابنه الأكبر هارفي في جامعة نيو إنجلاند بقسم فحص البصر عام 1986، ثم شرع بعمله كطبيبٍ للعيون في 118 شارع أورشرد. اشترك ابنه الأصغر كيني في العمل أيضًا بعد حصوله على شهادة البكالوريوس في إدارة الأموال. توسّع المتجر عام 1996 بوجود الأب جول في الشركة، فأصبح لهم فرع ثانٍ في 69 دبليو. شارع 14، في زاوية الجادة السادسة في داون تاون منهاتن. لا يزال هذا المكان الموقع الرئيسي للشركة.

### القرن الواحد والعشرون
غيرت الشركة علامتها التجارية من «سول موسكوت» إلى «موسكوت» بعد تقاعد جول موسكوت عام 2003. استطاع أبناء الجيل الرابع للمتجر تحويله من محل الفحص البصري للحي إلى علامة تجارية عالمية.
أصبح هارفي موسكوت رئيس الشركة بعد وفاة أخيه في 2010، ثم انتقل مقر الشركة بسبب عمليات تحسين 118 شارع أورشرد عبر شارع ديلنسي إلى 108 شارع أورشرد حيث لا يزال قائمًا حتى اليوم. شُمِل المتجر لاحقًا في جولة متحف تينمنت التاريخية للور إيست سايد. افتتحت موسكوت متجرها الرئيسي الثالث عام 2003 في حي كوبل هيل في بروكلين، إذ شابهت الواجهة أول محل للعائلة في 94 شارع ريفينغتون. افتتحت الشركة فروعًا لها لاحقًا في كل من سيؤول في كوريا الجنوبية وطوكيو في اليابان ولندن في إنجلترا.
درس ابن هارفي، زاك موسكوت، التصميم الصناعي والإنتاجي في جامعة ميشيغان في آن آربور، ثم باشر العمل بدوامٍ كليّ في شركة موسكوت عام 2013، وأصبح الآن المصمم الرئيسي للمنتجات ممثلًا بذلك الجيل الخامس من سلسلة الأجيال التي تولت أعمال الشركة.

## النظارات
صُنفت كل من الإطارات والنظارات الطبية والشمسية إلى مجموعات موسكوت الأصلية ومجموعات موسكوت الروحية. تتنّوع المواد الخام بين الخلات والمعادن والبيتا تيتانيوم. تعاونت الشركة عام 2008 مع مصمم الأزياء كريس بينز لإنتاج مجموعة محدودة، حيث أنتجت الشركة أربعة ألوان مميزة لإطاراتهم الكلاسيكية والتي سُميّت «نيب». صُنعت 200 قطعة فقط، وكانت هذه القطع مرقّمة دليلًا على أصالة المنتج. تعاونت الشركة بعد ذلك بتصنيع النظارات مع كل من سايمون ميلر، ومايلز كينيدي، وطارق تروتر، وجوهان لنديبرغ لمشروع بلاك دنم، ومشروع كومن بروجكتس، وهيليو اسكاري، والعديد من العلامات التجارية والأفراد المؤثرين المميزين الآخرين.

## الفنانون والمشاهير
شركة موسكوت مشهورة بتعاوناتها مع العديد من الفنانين الأمريكيين والمشاهير.
في عام 2011، أصدرت الشركة إصدارا محدودا ( فقط 350 زوج متاح) من إطار تيري ريتشاردسون الأصلي باسم “Terry”.
في عام 2014، تم إصدار نسخة محدودة من إطار “Grunya” المصمم بتعاون مع طارق لقمان تروتر عضو ذا روتس.
الزبناء الحاليون يتضمنون مشاهير مثل إلفيس كوستيلو، جيف غولدبلوم، ييف شرايبر، بول رود، مورغان نيفيل، فورست ويتكر، تيم برتون، ستينغ، لانس آرمسترونج، سارة جيسيكا باركر، ماثيو برودريك، كانييه ويست، كيفر سثرلاند، رينيه زيلويغر، دنزل واشنطن، ماري كيت اولسن، 50 سنت، جيسيكا ألبا، عزيز أنصاري، هيلينا بونهام كارتر، ديمي مور، ميشيل ويليامز، جيمس فرانكو، سيلينا غوميز، كيت هدسون، أندرسون كوبر، آن هاثاواي، جيك جيلنهال، كريس روك، بوب جنتون، جوش هارتنت و سوزان سارندون.

## روابط خارجية
- موقع الشركة